# Scirpophaga bradleyi
Scirpophaga bradleyi is een vlinder uit de familie grasmotten (Crambidae). De wetenschappelijke naam van deze soort is voor het eerst geldig gepubliceerd in 1981 door Lewvanich.
De soort komt voor in tropisch Afrika.